# Karl Wilhelm Wippermann
Karl Wilhelm Wippermann (* 1. Dezember 1800 in Rinteln; † 23. März 1857 ebenda) war ein kurhessischer Beamter und Politiker der liberalen Opposition. Alternative Schreibweise seines Vornamens ist auch Carl.

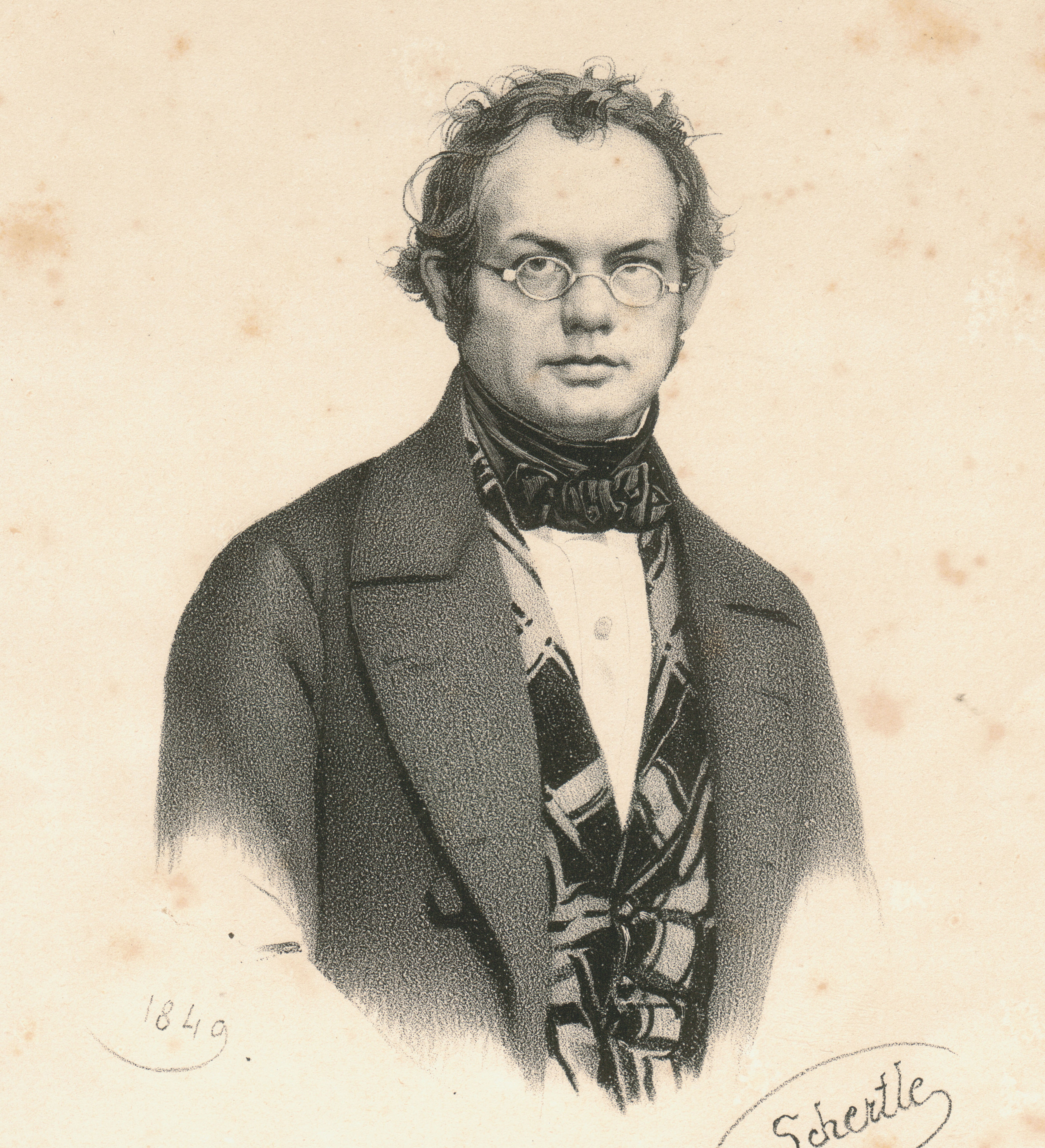
Carl Wilhelm Wippermann (1800–1857)

## Leben
Wippermann war der Sohn des Professors der Rechte in Rinteln und Obergerichtsrat in Rinteln Johann Georg Liborius Wippermann und dessen Ehefrau Dorothea Elisabeth geborene Stamm. Er heiratete am 2. Oktober 1828 in Rinteln in erster Ehe Auguste Sophie Rebecca Caroline von Westphal (Westphalen-Heidelbeck) (* 4. Januar 1806) der Tochter eines Obersten. Karl Wippermann war ein Sohn aus erster Ehe. Im Februar 1839 heiratete er in zweiter Ehe Pauline Caroline Auguste Asbrand aus Kehl, der Tochter eines Obersten.
Sein Großvater war der Jurist und Hochschullehrer an der Universität Rinteln, Carl Wilhelm Wippermann.
Wippermann war der erste Abiturient des neu gegründeten Gymnasiums in  Rinteln, in das er 17-jährig als Obersekundaner eingetreten war. Er studierte von 1819 bis 1821 an der Georg-August-Universität Göttingen und der Philipps-Universität Marburg Rechtswissenschaften. Hier wurde er 1819 Mitglied der Alten Marburger Burschenschaft Germania. Anschließend begann er eine Beamtenlaufbahn am Rintelner Obergericht und wurde 1826 zum Stadtsekretär und 1831 zum Bürgermeister seiner Heimatstadt gewählt. 1832 wurde er erstmals in die kurhessische Ständeversammlung gewählt, wo er als liberaler Oppositionspolitiker im Kampf um die Wahrung der Verfassungsrechte gegen das konservative Ministerium Ludwig Hassenpflug sowie als Herausgeber einer Volkszeitung zu den populärsten Abgeordneten zählte. Zusammen mit dem Kasseler Anwalt Ludwig Schwarzenberg agierte er als „Wortführer“ der Opposition. Selbst sein konservativer Widersacher Rudolf von Buttlar anerkannte ihn als „vortrefflichen Advokat[en] beziehungsw[eise] Feldherr[n]“. 1835 wurde folglich seine Wahl zum zweiten Bürgermeister von Kassel durch die Landesregierung nicht bestätigt. Seine Wahl zum Stadtsekretär in Kassel, die die Stadt daraufhin vornahm, wurde von der Regierung 1836 zwar vergeblich angefochten. Die im Zuge dieses Streits erfolgte Ernennung Wippermanns zum Ehrenbürger der Stadt Kassel verhinderte aber nicht, dass Wippermann 1837 aus politischen Gründen von seinen Ämtern suspendiert wurde. Auch seiner Wahl zum Oberbürgermeister von Kassel wurde 1841 erneut die Anerkennung verweigert. 1846 focht die kurhessische Regierung schließlich seine Wiederwahl in die Ständeversammlung aus formalen Gründen an, woraufhin Wippermann sein Mandat niederlegte und sich von anderen Wahlkreisen in die Versammlung wählen ließ.
In der Kasseler Ständeversammlung richtete sich das Augenmerk Wippermanns vor allem auf verfassungsrechtliche und finanzpolitische Fragen. Die Gestaltung der vorbildlichen Gemeindeordnung von 1834 ging maßgeblich auf ihn zurück. Von 1834 bis 1848 verfolgte Wippermann, letztlich erfolgreich, die Zweckverwendung des Domanialvermögens der Rotenburger Quart für die Landeskasse. Als Mitglied des Eisenbahnausschusses bekämpfte er die mutmaßliche Korruption bei der Finanzierung der Friedrich-Wilhelms-Nordbahn durch das Frankfurter Bankhaus Rothschild.  
Als bundesweit bekanntester Oppositionspolitiker Kurhessens nahm Wippermann an den Germanisten-Tagen in Frankfurt und Lübeck teil, zählte zum Hallgartenkreis um Johann Adam von Itzstein und arbeitete als Redakteur für die Deutsche Zeitung. Aufgrund seiner journalistischen Arbeiten wurde er 1847 wegen Verleumdung und Beleidigung der Regierung angeklagt und erneut von allen staatlichen Ämtern suspendiert. Die Verfahren endeten mit einem Freispruch. Die Einladung Itzsteins zur Teilnahme an der Heppenheimer Tagung konnte er nicht annehmen.
1848 nahm Wippermann im Zuge der Märzrevolution am Vorparlament teil und wurde in den Fünfzigerausschuss berufen, für kurze Zeit gehörte er auch dem Siebzehnerausschuss an. Vom 18. Mai 1848 bis zum 30. Mai 1849 war er Abgeordneter für Hofgeismar in der Frankfurter Nationalversammlung. Dort gehörte er der Casino-Fraktion an und war Mitglied in mehreren Ausschüssen, darunter dem Verfassungsausschuss.
Daneben wurde Wippermann bereits im März 1848 als Regierungsrat in das Innenministerium der kurhessischen Märzregierung berufen, im August wechselte er in eine leitende Stellung im Finanzministerium und wurde im September des gleichen Jahres zum Staatsrat ernannt. 1849 wurde er erneut in die kurhessische Ständeversammlung gewählt, 1850 war er Abgeordneter im Erfurter Unionsparlament.
Auf dem Seetorfriedhof in Rinteln erinnert seit 2012 eine Gedenktafel an seinem vor der Friedhofskapelle aufgestellten Grabkreuz an den Sohn der Stadt.

## Werke
- Kurhessen seit dem Freiheitskriege. Fischer, Cassel 1850.
- Zur Würdigung der Denkschrift der Kurf. Hessischen Staatsregierung betreffend ihre Differenzen mit den Landständen und dem landständischen Ausschusse. Fischer, Kassel 1850.
- Regesta Schaumburgensia. Die gedruckten Urkunden der Grafschaft Schaumburg in wörtlichen Auszügen zusammengestellt von C. W. Wippermann. Döll & Schäffer, Cassel 1853. (Digitalisat)
- Urkundenbuch des Stifts Obernkirchen in der Grafschaft Schaumburg. C. Bösendahl, Rinteln 1855.
- Carl Wilhelm Wippermann und Carl F. L. Wippermann: Beschreibung des Bukki-Gaues nebst Feststellung der Grenzen der übrigen Gaue Niedersachsens, Wigand, Göttingen 1859.